# Флаг Марселя
Флаг Марселя (фр. Drapeau de Marseille) — один из официальных символов французского города Марселя.

## История
Флаг Марселя представляет собой прямоугольное белое полотнище с голубым крестом. Пропорция флага 2:3. Используется населением, поскольку в ратуше и в её помещениях развевается только флаг Франции. На лодках изображен на мачте, предназначенной для морского флага.
Средневековый флаг города уже представлял собой белое знамя с голубым крестом. Особенность флага в том, что он старше герба города. Крест был принят как символ крестовых походов, так как в это время (XI—XIII вв.) в портах погрузки, пунктом назначения которых была Святая земля, поднимались флаги с крестами как характерный знак безопасных портов.
Первое документальное упоминание цветов флага Марселя датировано 1254 годом. В 1257 году в соглашении, которое подписано Карлом I Анжуйским, было указано, что «на суше и на море, на своих кораблях, галерах и других объектах будут показывать флаг своего муниципалитета в обычном порядке, и только знамя графа будет водружено на самом почётном месте».
В XIX и XX веках этот флаг использовался марсельской компанией Fabre Line (англ.) в качестве своего флага.